# 坤天亭
25°06′24″N 121°29′00″E / 25.106542°N 121.483400°E
坤天亭，是位於臺灣臺北市士林區富安里的哪吒廟，為社子島的信仰中心，建立時即面臨拆除，歷經二十多年完工。

## 歷史沿革
在坤天亭建立前，過去因社子島民眾經濟生活不佳，宗教活動依附臨近的大龍峒保安宮等大廟。清治時期，社子居民輪奉一尊中壇元帥哪吒與虎爺將軍神像。
1978年，主祀中壇元帥的坤天亭動工。1982年，富安里里民洪文通捐獻士林區社子溪洲底段溪尾小段五十三地號土地共一百五十坪，作為廟地，另捐款新台幣六十萬元，連同地方其他人士捐款合計五百多萬元作為建廟基金，以洪添貴為起造人。
1983年8月24日上午，因社子島堤外屬於禁建區，臺北市政府工務局建管處派了一百多名拆除人員欲拆廟宇，受市議員陳勝宏和郭石吉等關說，因此延期拆除。
2003年9月4日完成廟宇主體結構，同月14日舉行落成典禮，火化當初立在廟宇中心、稱為「分金」的木樁。廟址為延平北路八段九十六巷15號，每層面積一百廿坪，一樓架空，因社子島大部分建築採墊高地基以應付淹水。
柯文哲市長任內，將此廟與囝仔公威靈廟列為「生態社子島」開發案的宗教保留場所。

## 宗教信仰
社子島上民間信仰分三大類：第一種主要包括依附大龍峒保安宮、蘆洲保和宮信仰圈；第二種形態則是土地公及有應公為主，恭奉神位或石碑；第三種則是南臺灣移民從家鄉神明分靈而來。
坤天亭為社子島的信仰中心，每三年舉行一次遶境活動。

## 外部連結
- 坤天亭的Facebook專頁